# Olivia Cole
Pour l’article homonyme, voir Cole.
Olivia Cole, née le 26 novembre 1942 à Memphis (Tennessee) et morte le 19 janvier 2018 à San Miguel de Allende au Mexique, est une actrice américaine.

## Biographie
Olivia Cole débute au théâtre et joue notamment à Broadway et Off-Broadway (New York) dès 1966. Mentionnons L'École de la médisance de Richard Brinsley Sheridan (Broadway, 1966-1967, avec Will Geer et Helen Hayes), Le Marchand de Venise de William Shakespeare (Broadway, 1973, avec Philip Bosco et Rosemary Harris) et Un raisin au soleil de Lorraine Hansberry (Off-Broadway, 1986, avec Vondie Curtis-Hall et Starletta DuPois).
Au cinéma, à ce jour, elle contribue à sept films américains, depuis Héros de Jeremy Kagan (1977, avec Henry Winkler et Sally Field) jusqu'à un court métrage de 2011. Citons également Le Retour d'Hal Ashby (1978, avec Jane Fonda et Jon Voight) et Big Shots de Robert Mandel (1987, avec Darius McCrary et Robert Joy).
À la télévision américaine, Olivia Cole apparaît dans dix-sept séries entre 1969 et 1995, dont Racines (mini-série, cinq épisodes, 1977) et La Loi de Los Angeles (trois épisodes, 1989-1993). Racines lui permet de gagner la même année 1977 un Primetime Emmy Award dans un second rôle.
S'ajoutent sept téléfilms de 1980 à 1993, dont Amelia (en) de Randa Haines (1984, avec Glenn Close et Ted Danson).

## Théâtre

### Broadway
- 1966 : Così è (se vi pare) (Right You Are If You Think You Are) de Luigi Pirandello : Dina / Signora Ponza
- 1966 : We, Comrades Three de Richard Baldridge : la jeune femme
- 1966-1967 : Vous ne l'emporterez pas avec vous (You Can't Take It With You) de Moss Hart et George S. Kaufman : Rheba[2] / Gay Wellington
- 1966-1967 : L'École de la médisance (The School for Scandal) de Richard Brinsley Sheridan : Maria / Sip / Lisp
- 1967 : Guerre et Paix (War and Peace), adaptation du roman éponyme de Léon Tolstoï : Lisa
- 1973 : Le Marchand de Venise (The Merchant of Venice) de William Shakespeare, costumes d'Ann Roth : Nerissa
- 1974 : The National Health de Peter Nichols : l'infirmière Lake

### Off-Broadway
- 1986 : Un raisin au soleil (A Raisin in the Sun) de Lorraine Hansberry : Lena Younger[3]

## Filmographie partielle

### Cinéma
- 1977 : Héros (Heroes) de Jeremy Kagan : Jane Adcox
- 1978 : Le Retour (Coming Home) d'Hal Ashby : Corrine
- 1982 : Some Kind of Hero de Michael Pressman : Jesse
- 1984 : Go Tell It on the Mountain de Stan Lathan : Elizabeth
- 1987 : Big Shots de Robert Mandel : Mme Newton

### Télévision

#### Séries
- 1969-1971 : Haine et Passion (Guiding Light, feuilleton), épisodes non spécifiés : Deborah Mehren
- 1975 : Sergent Anderson (Police Woman)
  - Saison 2, épisode 2 The Score (Dr Georgia Kimberly) et épisode 10 Glitter with a Bullet (Dr Dorothy Bailey) de John Newland
- 1977 : Racines (Roots, mini-série), épisodes 4 à 8 : Mathilda
- 1977-1978 : Szyszynyk
  - Saisons 1 et 2, 15 épisodes : Mme Harrison
- 1979 : Insight, épisode When, Jenny? When? de Ted Post : Karen Clay
- 1979 : Backstairs at the White House (mini-série), épisodes1 à 4 : Maggie Rogers
- 1985 : Nord et Sud (North and South, mini-série), 1re partie : Mamma Sally
- 1989-1993 : La Loi de Los Angeles (L.A. Law)
  - Saison 3, épisode 17 La Cour des miracles (America the Beautiful, 1989) : la juge Julie McFarlane
  - Saison 4, épisode 9 Parole d'honneur (Noah's Ark, 1990) : la juge Julie McFarlane
  - Saison 7, épisode 16 Fiscalement vôtre (Cold Shower, 1993) : la juge Julie McFarlane
- 1985-1995 : Arabesque (Murder, She Wrote)
  - Saison 1, épisode 13 Meurtre à La Nouvelle-Orléans (Murder to a Jazz Beat, 1985) de Walter Grauman : Callie Coleman
  - Saison 8, épisode 6 Le Blues de Jessica Fletcher (Judge Not, 1991) : Melinda Coop
  - Saison 12, épisode 4 Vaudou-Connection (Big Easy Murder, 1995) de Vincent McEveety : Yvette Dauphin

#### Téléfilms
- 1980 : Children of Divorce (Les Enfants du divorce)
- 1980 : The Sky Is Gray de Stan Lathan : Octavia
- 1981 : Saïgon 68 (Fly Away Home) de Paul Krasny : Sarah Brookford
- 1981 : Mistress of Paradise de Peter Medak : Victorine
- 1984 : Amelia (Something About Amelia) de Randa Haines : Ruth Walters
- 1993 : Arly Hanks d'Arlene Sanford : Estelle

## Récompense
- 1977 : Primetime Emmy Award de la meilleure performance unique par une actrice dans un second rôle dans une série télévisée dramatique (Outstanding Single Performance by a Supporting Actress in a Comedy or Drama Series), pour son rôle de Mathilda dans Racines.